# Folkupplysningssällskapet

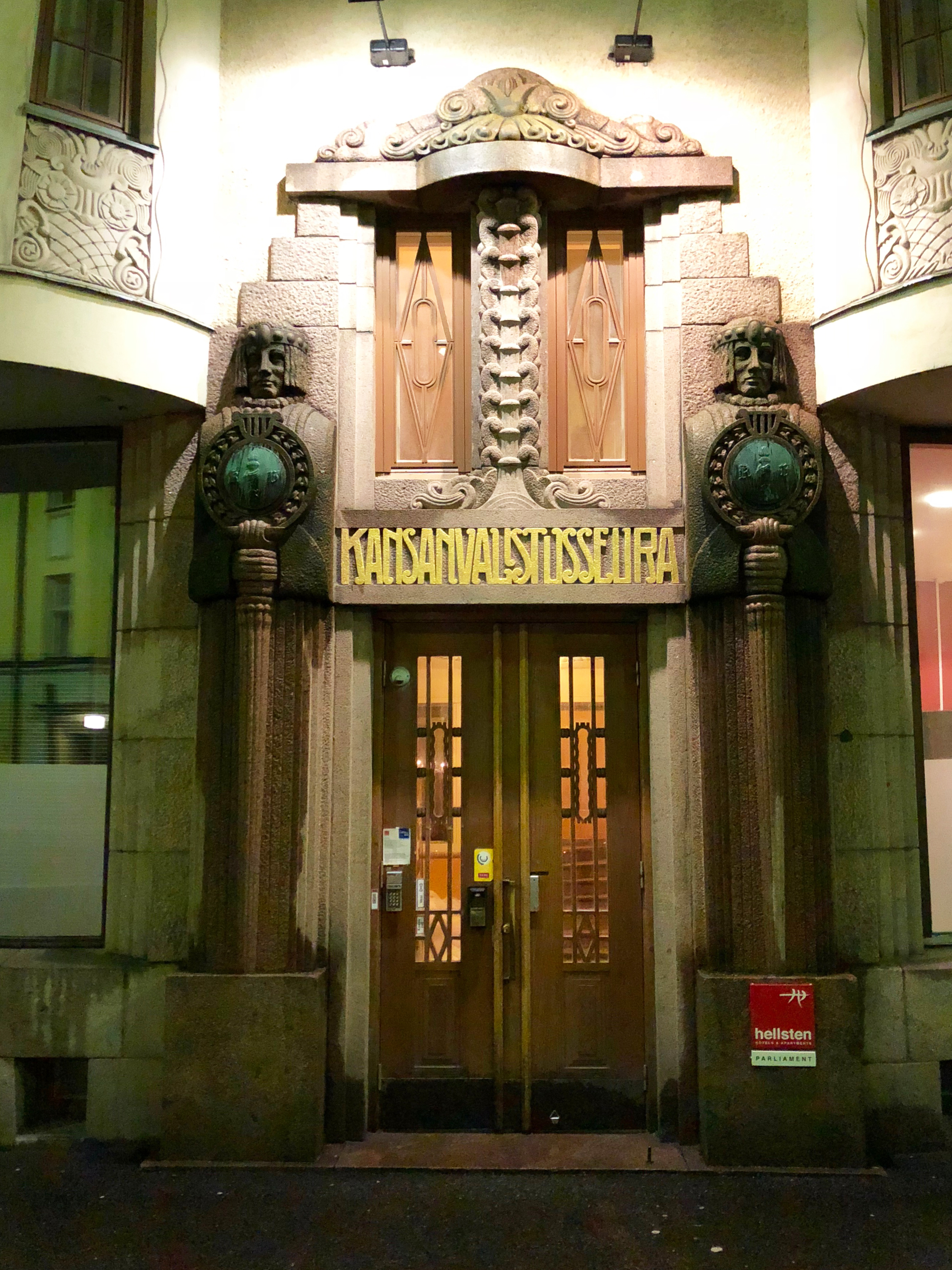
Folkupplysningssällskapet tidigare byggnad i Helsingfors

Folkupplysningssällskapet (finska: Kansanvalistusseura) är en finländsk organisation för folkbildning.
Kansanvalistusseura bildades i Jyväskylä 1874 till en början som en svensk-finsk-språkig organisation med säte i Helsingfors. Till en början var syftet att utge billig och populär litteratur på finska och svenska. Det huvudsakliga syftet var att verka för folkbildningen. 
År 1884 anordnade Folkupplysningssällskapet den första sång- och musikfestivalen i Finland i samband med ett allmänt möte i Jyväskylä. Dessa ägde rum fram till 1935. Sedan dess har sällskapet varit initiativtagare till eller en central aktör i många andra projekt. 
Folkupplysningssällskapet är en ledande organisation inom det fria folkbildningsarbetet. Folkbiblioteken var i dess hand fram till 1921. Organisationen publicerar tidskrifter och annan litteratur. Sällskapet upprätthåller även olika läroinstitut i landet. 

## Publikationer
- Toimituksia
- Kansanvalistusseuran Kalenteri
- Kansanvalistus ja Kirjastolehti
- Kansansivistys
- Vapaat opinnot
- Vapaan kansansivistystyön vuosikirja